# Eutriptus putricola
Eutriptus putricola är en skalbaggsart som beskrevs av Thomas Vernon Wollaston 1862. Eutriptus putricola ingår i släktet Eutriptus och familjen stumpbaggar. Inga underarter finns listade i Catalogue of Life.